# 픽시브 백과사전
픽시브 백과사전(일본어: ピクシブ百科事典)은 그림 커뮤니티 사이트 pixiv 산하의 온라인 백과사전 사이트이다. 옛 명칭은 pixpedia(픽피디아)였으나 2010년 7월 8일에 픽시브 백과사전으로 변경되었다. 니코니코 동화의 연동 서비스인 니코니코 대백과와 함께 일본의 오타쿠 문화 위키의 양대 산맥을 이루고 있다.

## 연혁
- 2009년 11월 10일 - pixpedia β판이 서비스 개시
- 2010년 7월 8일 - β판에서 리뉴얼되어 정식판 출시. 이때 사이트명이 pixpedia에서 픽시브 백과사전으로 개명되다.
- 2010년 10월 21일 : 모바일판 공개
- 2011년 6월 30일 : 대규모 리뉴얼. 디자인이 일신되다.
- 2012년 12월 21일 :  iOS용 애플리케이션 출시

## 특징
니코니코 대백과와 유사하게 그림 커뮤니티의 태그에 연동된 위키 사이트다. 다만 프리미엄 회원에게만 편집 권한이 주어지는 니코니코 대백과와는 달리 pixiv의 프리미엄 회원이 아니라도 편집이 가능하지만 PC로만 편집이 가능하다.